# Sonet 154 (William Szekspir)

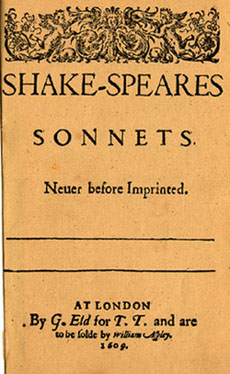
Strona tytułowa pierwszego wydania sonetów Shakespeare’a

Sonet 154 (Usnąwszy kiedyś mały Bóg Miłości) – jeden z cyklu sonetów autorstwa Williama Shakespeare’a. 
Jest to ostatni sonet, napisany przez Szekspira. Ma charakter alegoryczny, jest wzorowany na mitologii greckiej. Opisuje wykradzenie Kupidynowi pochodni przez jedną z nimf.